# David Stuart
David Stuart, född 18 maj 1595, död 29 mars 1657, var en svensk militär och kammarherre.

## Biografi
David Stuart föddes 1595. Han var son till militären Hans Stuart och Brita Eriksdotter (Soop). Stuart blev 1611 student vid Uppsala universitet. Han introducerades i Sveriges Riddarhus som nummer 86. Stuart var 1629 major på skeppen som kryssade utanför Danzig och var senare kammarherre hos drottning Kristina. Han avled 1657 och begravdes i Hyltinge kyrka.
Han åtnjöt 1611 såsom student stipendium av regeringen. Stuart ärvde Valsund efter sina föräldrar, samt köpte och tillbytte sig för sin första frus gård Fåstorp, hela Råckelsta och erhöll Ramsberg i testamente efter henne. Testamenterade 1646 den 1 november Råckelsta till sin senare fru såsom morgongåva och till hennes barn samt Valsund och Ramsberg till sina barn med första giftet. Förlikte sig 5 september 1653 och 2 april 1655 med sin enda broder Anders i anseende till hans ofrälse gifte och avstod sitt anspråk på arv efter honom.

### Egendom
Stuart ägde Råckelsta i Helgesta socken, Valsund och [[Ramsberg, Hyltinge socken]|Ramsberg]] i Hyltinge socken, samt Farsta i Ytterjärna socken.

### Familj
Stuart gifte sig 16 mars 1622 med Anna Kruse af Elghammar (död 1640), dotter till lagmannen Måns Kruse af Elghammar och Anna Gylle. De fick tillsammans barnen studenten Hans Stuart, Brita Stuart (död 1668) som var gift med lantmarskalken Gustaf Adolf Clodt von Jürgensburg i Livland, Anna Stuart (död 1688) som var gift med överstelöjtnanten Ernst Johan Lode från Livland, studenten Magnus Stuart (död 1652) och Kerstin Stuart (död 1647) som var gift med regeringsrådet Sven Strussberg.
Stuart gifte sig andra gången 1641 med Beata Chesnecophera, senare Lillieram (död 1683), dotter till hovkansler doktor Nils Chesnecopherus och Marta Anckar. De fick tillsammans barnen Märta Beata Stuart (1642–1673) som var gift med häradshövdingen Erik Rosenholm, kammarherren Johan Robert Stuart (1643–1697) och generallöjtnanten och fortifikationsdirektören, friherre Carl Magnus Stuart (död 1705). Efter Stuarts död gifte Beata Chesnecophera om sig med biskopen doktorn Johannes Matthiæ Gothus i Strängnäs stift.